# 10015 Valenlebedev
10015 Valenlebedev eller 1978 SA5 är en asteroid i huvudbältet som upptäcktes den 27 september 1978 av den ryska astronomen Ljudmila Tjernych vid Krims astrofysiska observatorium på Krim. Den är uppkallad efter den sovjetiska kosmonauten Valentin Lebedev.